# Mary Dee Vargas
Mary Dee Vargas Ley, född 7 december 1996, är en chilensk judoutövare.
Vargas tävlade för Chile vid olympiska sommarspelen 2020 i Tokyo. Hon besegrade Katharina Menz i den första omgången i extra lättvikt, men blev därefter utslagen i den andra omgången av Urantsetseg Munkhbat.